# Barh
Barh (en hindi: बाढ़ ) es una ciudad de la India, en el distrito de Patna, estado de Bihar.

## Geografía
Se encuentra a una altitud de 49 m s. n. m. a 69 km de la capital estatal, Patna, en la zona horaria UTC +5:30.

## Demografía
Según estimación 2011 contaba con una población de 50 449 habitantes.